# Anna Blundy
Anna Blundy (ur. 1970 w Londynie) – brytyjska dziennikarka i reporterka. Przez pewien czas była moskiewską korespondentką „Timesa”. Napisała powieść romantyczno-szpiegowską Only My Dreams oraz książkę Everytime We Say Goodbye – wspomnienia o ojcu, korespondencie wojennym, który zginął tragicznie w Salwadorze. W 2005 r. wydała kolejną powieść o Faith Zanetti – Faith Without Boubt. W Polsce najbardziej znaną jej książką jest Biblia złych wiadomości.